# Semana Flamenquina
La Semana Flamenquina es una celebración cultural y turística que se lleva a cabo anualmente en el balneario de Flamenco, ubicado en la comuna de Chañaral, región de Atacama, Chile. Este evento congrega a residentes locales y turistas nacionales, y promueve las tradiciones, la gastronomía, la música y las actividades recreativas propias de la zona costera.
Durante una semana desde el día lunes a sábado, la comunidad local organiza una serie de actividades recreativas, deportivas y culturales que buscan destacar el patrimonio natural y cultural del balneario Flamenco y fomentar el turismo en la región. La Semana Flamenquina se ha consolidado como una de las festividades más importantes de Chañaral, atrayendo un número creciente de visitantes cada año.
Entre las actividades más destacadas se encuentran concursos de elección de reina, competencias deportivas, presentaciones artísticas, carros alegóricos y actividades para la familia, que contribuyen la buena convivencia local y fortalecer la identidad cultural de la comuna.
Estas actividades compiten tres "alianzas", entre ellas están Caleta, Sol y Mar y Colina.
El evento cuenta con el respaldo y la organización del municipio de Chañaral y diversas entidades locales como la Junta de Vecinos N°19 de Flamenco, que trabajan en conjunto para promover el desarrollo turístico y cultural de la región.

## Historia
La Semana Flamenquina tiene sus raíces en la década de 1980, en la localidad costera del Balneario de Flamenco. visitada por veraneantes durante la temporada estival. Este evento nació de la inquietud y creatividad de un grupo de estudiantes universitarios que, durante sus vacaciones, decidieron organizar una serie de actividades lúdicas, recreativas y deportivas con el objetivo de brindar entretenimiento tanto a la población local como a los turistas.
La iniciativa inicial era fomentar la participación comunitaria, reforzar los lazos sociales e integrar a jóvenes, adultos y familias en una celebración que combinara competencia amistosa, arte, música y tradiciones. Las primeras ediciones eran modestas, con juegos de playa, concursos de disfraces, presentaciones creativas y torneos deportivos básicos.
Las primeras alianzas: Cardumen y Pejerreyes
En su inicio, la Semana Flamenquina contó con dos agrupaciones o “alianzas”: Cardumen y Pejerreyes, estos nombres reflejaban la identidad costera del evento. Cada alianza reunía a vecinos, familias, turistas y participantes de todas las edades, quienes se organizaban en equipos para competir durante la semana especialmente entre el día lunes (día en el que inicia) y el día sábado (día en el que culmina) en distintas disciplinas: desde competencias deportivas especialmente en la playa, hasta competencias de canto, pruebas de ingenio, presentaciones de gala, búsqueda del tesoro, coreografías de baile, competencias de barras, juegos tradicionales, carros alegóricos, concurso de disfraces entre muchas otras actividades más.

#### Década del 2000 y presente
Aunque las raíces estacionales y comunitarias son antiguas, la Semana Flamenquina como festividad organizada data de al menos la década del 2000. Se realiza cada año a mediados de febrero especialmente entre la primera y la segunda semana, integrando concursos de bandas (barras), elección de reinas (incluyendo categorías infantil y adulto mayor).
En 2020, durante esa semana, se inauguró un nuevo escenario en el borde costero, proyecto impulsado por el alcalde Raúl Salas Aguilera y respaldado por el municipio, en alianza con las comunidades y veraneantes de Flamenco. En el último certamen de 2025, la celebración fue organizada por la Junta de Vecinos N°19, con el apoyo del municipio de Chañaral y la empresa Capstone Copper, destacando la implementación de alianzas como Sol y Mar, Caleta y Colina, así como la participación de artistas nacionales.
Estos hitos reflejan cómo la Semana Flamenquina ha evolucionado desde una tradición costera espontánea a un evento cultural y turístico clave, respaldado por las autoridades locales, con impacto en la identidad comunitaria y en la economía veraniega de la provincia.

## Categorías

### Candidatos juveniles
Cada alianza debe ser representada por una pareja juvenil de candidatos a Reyes/Reina entre los 15 a 20 años de edad, la edad varia según el año de programación.

### Candidatos miss chiquititos
Cada alianza debe ser representada por una pareja infantil de candidatos a Miss Chiquititos/Miss Chiquitita entre los 5 a 10 años de edad, la edad varia según el año de programación. 

### Candidata miss milenio
Cada alianza debe ser representada por una candidata adulta desde los 35 años de edad a Miss Milenio.

## Palmarés (2010-2025)
En esta categoría se muestra a los ganadores y a sus respectivas posiciones otorgadas en cada años desde 2010.
| Año  | 1° lugar  | 2° lugar         | 3° lugar  |
| ---- | --------- | ---------------- | --------- |
| 2025 | Sol y Mar | Caleta           | Colina    |
| 2024 | Sol y Mar | Caleta           | Colina    |
| 2023 | Colina    | Sol y Mar        | Caleta    |
| 2022 | Caleta    | Colina           | N/A       |
| 2020 | Caleta    | Sol y Mar        | Colina    |
| 2019 | Colina    | Sol y Mar        | Caleta    |
| 2018 | Colina    | Caleta           | Sol y Mar |
| 2017 | Colina    | Caleta           | Sol y Mar |
| 2016 | Colina    | Sol y Mar        | Caleta    |
| 2015 | Sol y Mar | Colina           | Caleta    |
| 2014 | Colina    | Sol y Mar/Caleta | N/A       |
| 2013 | Colina    | Caleta           | Sol y Mar |
| 2012 | Colina    | Sol y Mar        | Caleta    |
| 2011 | Caleta    | Colina           | Sol y Mar |
| 2010 | Colina    | Sol y Mar        | Caleta    |